# Phinéas et Ferb
La Loi de Milo Murphy
Phinéas et Ferb (Phineas and Ferb) est une série télévisée d'animation américaine en 4 saisons de 129 épisodes (répartis en 224 segments) créée par Dan Povenmire et Jeff « Swampy » Marsh et diffusée depuis le 17 août 2007 sur Disney Channel, et enfin diffusée sur Disney XD du 13 février 2009 au 12 juin 2015.
En France, en Belgique et en Suisse, la série fut diffusée à partir du 1er février 2008 sur Disney Channel (devenue ensuite dans l'émission Disney XD Zone de 2015 à juin 2016, puis régulièrement dans Toon Story), jusqu'à fin 2021, également disponible sur Disney+ depuis le 7 avril 2020, puis sur M6 dans l'émission M6 Kid et enfin de 2010 jusqu'au 1er mai 2020 sur Disney XD. Au Québec, la série est diffusée à partir du 30 août 2008 sur Vrak.
De sa création jusqu'au milieu de la deuxième saison, la série est estampillée Disney Channel Original. Quelques mois après l'apparition de la chaîne Disney XD, elle devient un produit Disney XD Original, d'où le fait qu'elle porte tantôt le logo Disney Channel Original, tantôt celui de Disney XD Original dans son générique de fin.
La série se termine le 12 juin 2015 aux États-Unis avec la diffusion de l'épisode Le dernier jour de l'été.
Le 16 janvier 2023, la présidente de Disney Branded Television, Ayo Davis, annonce le retour du dessin animé pour deux saisons supplémentaires, divisées en 40 épisodes chacune. La date de diffusion et de production n'ont pas encore été annoncées à l'heure actuelle, mais le scénariste confirme cette nouvelle via une interview.

## Synopsis
La série suit les aventures de deux demi-frères nommés Phinéas Flynn et Ferb Fletcher, qui vivent dans la ville fictive de Danville (secteur des 3 États) et veulent occuper leurs vacances d'été. Leur sœur, Candice, est obnubilée par leurs inventions : elle appelle régulièrement leur mère pour lui montrer les activités des garçons, mais elle n’y arrive jamais.
Par ailleurs, Phinéas et Ferb ont un ornithorynque, nommé Perry, qui est agent secret. Celui-ci se bat contre le professeur Heinz Doofenshmirtz, qui l'accueille en l'emprisonnant dans un piège puis lui explique son plan maléfique. En effet, ce dernier crée aussi des inventions (dont le nom finit toujours par « -inator »), dans le but de prendre le contrôle du secteur des Trois États.
À la fin de l'épisode, Candice essaye de montrer la construction des garçons à sa mère avec le rituel : « Maman ! Phinéas et Ferb ont construit… » mais les deux parties de l'histoire entrent en interaction et l'invention des enfants finit souvent involontairement cachée, déplacée ou détruite par l'affrontement entre Perry et Doofenshmirtz. Perry rentre ensuite à la maison, souvent par parapente quand Doofenshmirtz crie : « Sois maudit, Perry l'ornithorynque ! » avec un fort accent germanique à la suite de quoi Phineas (en général) s'exclame : « Ah ben te v'la Perry ».

## Fiche technique
- Titre original : Disney's Phineas and Ferb
- Titre français et québécois : Phinéas et Ferb
- Création : Dan Povenmire, Jeff « Swampy » Marsh
- Musique : Danny Jacob
- Production des animations : Wang Film Productions, Rough Draft Korea Co, Ltd, Synergy Animation
- Société de distribution : Disney Channel
- Pays :  États-Unis
- Langue : anglais
- Nombre d'épisodes : 122 (4 saisons)
- Durée : 22 minutes (2 × 11 minutes)
- Dates de première diffusion :  États-Unis : 17 août 2007 ;  France : 1er février 2008

## Distribution

### Voix originales
- Vincent Martella : Phineas Flynn
- Thomas Sangster : Ferb Fletcher
- Ashley Tisdale : Candace Flynn
- Caroline Rhea : Linda Flynn
- Richard O'Brien : Lawrence Fletcher
- Dee Bradley Baker : Perry
- Jeff « Swampy » Marsh : major Francis Monogram
- Dan Povenmire : Dr Heinz Doofenshmirtz
- Alyson Stoner : Isabella Garcia-Shapiro
- Mitchel Musso : Jeremy Johnson
- Maulik Pancholy : Baljeet Patel
- Bobby Gaylor : Buford Van Storm
- Kelly Hu : Stacey Hirano
- Olivia Olson : Vanessa Doofenshmirtz
- Tyler Alexander Mann : Carl
- Madison Pettis : Adysson
- Corbin Bleu : Coltrane
- Goldie Hawn : Peggy McGee

### Voix françaises
- Donald Reignoux : Phinéas Flynn, Buford, Jérémy (chant puis 2e voix - saison 5), voix diverses
- Fabrice Trojani (saisons 1 à 4) puis Tom Trouffier (saison 5) : Ferb Fletcher
- Manon Azem : Candice Flynn
  - Brenda Hervé : Candice (chant)
- Brigitte Berges : Linda Flynn
- Stéphane Marais : Lawrence Fletcher
- Michel Vigné : le major Francis Monogram
- Pierre-François Pistorio : Dr Heinz Doofenshmirtz
- Kelly Marot : Isabella Garcia-Shapiro
- Nathalie Bienaimé : Baljeet, la Bettys aux cheveux noirs, voix diverses
  - Karine Costa : Baljeet (chant), Stacy (chant)
- Adeline Chetail : Vanessa
  - Ludivine Aubourg : Vanessa (chant)
- Patricia Legrand : Suzy, Gretchen, la grand-mère Betty Jo Flynn, Jenny, la bettys iroquoise, les cousines de Stacy, voix diverses
- Charles Pestel : Buford (1re voix, saisons 1 à 4) et Jérémy
- Sébastien Desjours : Mip, Roger Doofenshmirtz, le type aux chewing-gums
- Edwige Lemoine : Stacy
- Céline Mauge : Jenny
- Éric Aubrahn (saisons 1 à 4) puis Maxime Baudouin (saison 5) : Carl
- Marc Perez : grand-père Clyde Flynn
- Brigitte Virtudes : Mme Garcia-Shapiro, voix diverses
- Emmanuel Garijo : Albert, voix diverses
- Taric Mehani : Irving
- Edgar Givry : grand-père Reginald Fletcher
- Évelyne Grandjean : grand-mère Winifred Fletcher
- Ninou Fratellini : Charlène Doofenshmirtz
- Pascal Casanova : Norm
- Sophie Arthuys : la mère de Jérémy, voix diverses
- Dorothée Pousséo : Élisa, voix diverses
- Pascal Lafarge, Olivier Constantin et Jean-Marie Marrier : interprètes des chansons
- Emmanuel Dahl : interprète générique et Jérémy (chant)
- Alexandre Nguyen : le garçon noir au séminaire avec Ferb
- Laurent Morteau : Ben Baxter
- Jean-François Kopf, Stéphane Ronchewski, Anne Rondeleux et Philippe Bozo : voix additionnelles
- Gilles Morvan : Candice allergique, voix diverses
- Barbara Beretta : Lyla Lolliberry, Chloé, voix diverses

Version française :
Société de doublage : Dubbing Brothers
Direction artistique : Ninou Fratellini
Adaptation des dialogues : Isabelle Barnay (saisons 1-2) puis Nathalie Xerri (saisons 3-4)
Direction musicale et Adaptation des chansons : Georges Costa
Source et légende : version française (VF) sur RS Doublage

## Personnages principaux

### Phinéas Flynn
Phinéas Flynn a 10 ans est le demi-frère de Ferb. C'est le porte-parole du duo et celui qui trouve toutes les idées de construction (Il déclare lors de presque tous les épisodes : « Ferb ! Je sais ce qu'on va faire aujourd'hui ! », suivi souvent de « Au fait, il est où Perry ? »). Il a les cheveux roux comme sa sœur biologique Candice Flynn.
Il sait jouer de la guitare et du tambourin, manipuler une console de mixage de son, et chante très bien. Comme Ferb, il sait un peu tout faire. Il a l'air d'être amoureux d'Isabella mais personne n'en est très sûr. Phinéas est gaucher comme le montre l'épisode Le clip'orama.

### Ferb Fletcher
Ferb Fletcher est le demi-frère de Phinéas, qu'il assiste dans tous ces projets. Il a 9 ans au début de la série. Il a les cheveux verts, sa couleur favorite.
Ferb serait originaire de Grande-Bretagne, comme le déclare Buford dans l'épisode 49 saison 2 Le détecteur de vérité. De nombreux détails complètent cette idée :
1. Les apparitions de l'Union Jack : Dans l'épisode 1 saison 2 Lavage de cerveau, Ferb tient un petit drapeau britannique lors de son accueil dans la maison des Flynn. Dans l'épisode 24 saison 2 Les Baljeatles, il porte un équipement avec le drapeau. Dans l'épisode 51 saison 2 Le géant-inateur, Ferb fait son discours et derrière lui on voit arriver un camion avec le dessin de ce même drapeau.
2. Les références à l'Écosse : Dans l'épisode 47 saison 2 L'invasion des extra-terrestres, Ferb discute par webcam avec un cousin écossais. Dans l'épisode 23 saison 1 Tout le monde aime Roger, Ferb sonne la retraite lors d'un combat ; il porte alors un kilt de tartan et joue de la cornemuse.

Il sait jouer de tous les instruments de musique et il est très doué avec les machines en tout genre. Sauf lorsqu'il chante, Ferb ne parle environ qu’une fois par épisode (excepté dans l'épisode 14 saison 1 Prête pour les Bettys, où il essaie plusieurs fois de dire quelque chose, et dans l'épisode 51 saison 2 The Lizard Whisperer, où il fait un discours de 55 secondes). Il a presque toujours la même expression neutre sur son visage : ses rares changements d’expression sont froncer les sourcils lorsqu’il est très concentré, esquisser un petit sourire lorsqu'il est content ou qu'il veut séduire. Il est extrêmement cultivé et a une très belle voix d'adolescent.
Son moyen de transport favori est un vélo dont les poignées sont repliées vers l'intérieur. Il se promène toujours avec toutes sortes de plans qu'il peut plier à la perfection (comme le gigantesque plan de navire corsaire qu'il fait tenir dans sa poche, dans l'épisode 24 saison 1 La malédiction de vieille barbe et la carte du monde dans l'épisode Le Tour du monde en 1 jour). Il adore les sandwichs et a souvent des réactions bestiales pour s’en procurer (dans l'épisode 6 saison 1 Candice, princesse maudite et l'épisode 20 saison 1 Voyage au centre de Candice par exemple).
Il tombe amoureux de Vanessa, la fille d'Heinz Doofenshmirtz, dans l'épisode de la saison 1 C'est l'émotion !.

### Candice Gertrude Flynn
Candice Flynn est la grande sœur de Phineas et la demi-sœur de Ferb. On suppose qu'elle a 15 ans durant la saison 1, mais son âge n'est pas clairement précisé. Dans l'épisode "La Comète de Kermilian" (une comète qui passe tous les 73 ans et demi dans la série), Candice dit que la prochaine fois que la comète passera elle aura 88 ans et demi (88,5 - 73,5 = 15), donc on peut supposer que Candice a 15 ans. Candice est amoureuse de Jérémy Johnson, mais sa jeune sœur, Suzie Johnson l'embête toujours quand elle est en présence de Jérémy. Candice montre un grand attachement au dessin animé «Ducky Momo» bien qu’elle ait peur que d’autres personnes le découvrent comme on peut le voir dans l’épisode 33 de la saison 2 «Les effets spéciaux».
À chaque épisode, elle essaie de montrer à sa mère ce que Phinéas et Ferb construisent.

### Perry l'ornithorynque
Perry est l'animal de compagnie des deux frères. Bien qu'étant un ornithorynque ordinaire, Perry est un des agents secrets de l'organisation de tout-animal appelée O.S.A.S. (Organisation Sans Acronyme Sympa), sous le nom d'Agent P (il porte alors un chapeau) en raison du nom de son espèce en anglais, Platypus. On voit d'ailleurs que l'agent W est un ver (worm) et l'agent C une vache (cow). Perry est chargé d'arrêter le savant « maléfique et fourbe » Heinz Doofenshmirtz. Le Major Monogram et son assistant Carl sont ses supérieurs hiérarchiques.
Dès que Phinéas (ou parfois un autre personnage) demande « Au fait, il est où Perry ? », il est vu dans son quartier général. Perry revient généralement à la fin de l'épisode, et l'un des personnages (souvent Phinéas) dit alors : « Ah, bah te v'là Perry ! ».
Perry ne parle pas et il est de couleur bleu-emeraude : il émet un léger grognement en grrrr. Il possède son propre thème musical, inspiré de celui de James Bond ou des films d'espionnage et à la fin de quelques missions, son jingle : « l'agent P ! ».

### Heinz Doofenshmirtz
Il se fait appeler docteur, mais il s'agit d'un faux diplôme (cf. épisode 35, saison 2 À la recherche de Mary la Gaffe). Cependant, il arrive que Doofenshmirtz se fasse appeler professeur, notamment dans Phinéas et Ferb, le film. Doofenshmirtz habite en haut d'un immeuble à l'inscription « Doofenshmirtz Evil Inc. », dont chaque apparition est accompagnée d'un jingle (en français : « Doofenshmirtz Maléfique Anonyme ! »)
Sa méchanceté est due à une enfance difficile — régulièrement illustrée par divers flashbacks — et à une forte jalousie envers son frère, Roger Doofenshmirtz, maire de Danville et fils préféré (cf. épisode 23, saison 1 Tout le monde aime Roger).
Malgré ses plans loufoques (notamment pour conquérir le secteur des Trois États), Heinz Doofenshmirtz doit être surveillé parce qu'il pourrait devenir un dangereux dictateur (cf. épisode 28, saison 2 Un futur cauchemardesque ainsi que dans le film Phinéas et Ferb, le film). Il parle avec un fort accent germanique.
Il est divorcé et sa fille, Vanessa, tente de prouver à sa mère que Doofenshmirtz est un savant maléfique (de la même façon que Candice essaie de démasquer ses frères en montrant à sa mère leurs inventions). Il vit essentiellement de la pension que lui verse son ex-femme Charlène.
Notes :
- La plupart de ses inventions « diaboliques » se finissent en -inator (mais dans l'épisode de l'anniversaire de Phinéas, il appelle son invention non-inator et dans Ennemis pour la vie, son invention se nomme le Statuficator).
- Perry tombe presque toujours dans un piège quand il intervient pour l'arrêter.
- Il y a sur presque toutes ses inventions un bouton d'auto-destruction.
- Si Perry enlève son chapeau, Doofenshmirtz ne le reconnait plus en le laissant s’échapper des pièges qu'il lui tend.
- Ses inventions finissent toujours par exploser ou disparaître à la fin des épisodes.
- Dans l'épisode Les vacances de Noël, on apprend qu'il déteste toutes les fêtes de l'année sauf celle de Noël, pour laquelle il éprouve une profonde indifférence, contrairement aux autres savants fous du secteur des Trois États (et ceux d'autres séries ou films de manière générale).
- La plupart de ses -inators disparaissent à la fin de chaque épisode et font disparaître aussi les inventions de Phinéas et Ferb juste avant que leur mère découvre leurs inventions.
- Heinz Doofenshmirtz est devenu un savant fou à l'initiative de Linda Flynn, qu'il a connue quand il était adolescent. Elle lui avait recommandé de contrôler d'abord le secteur des Trois États avant de conquérir le monde.

## Personnages secondaires

### Linda Flynn
Femme au foyer, elle est mariée avec Lawrence Fletcher. Elle est la mère de Candice et Phinéas.
Elle pense que sa fille Candice est un peu folle et compte écrire un livre citant tout ce qu'elle lui dit des aventures de Phinéas et Ferb, qu'elle voit comme le fruit de l'imagination débordante de sa fille.
Ancienne chanteuse en playback dans les années 1980 sous le pseudonyme de Lindana, elle quitte la scène après une « crise de star ». Son seul tube reste Je suis Lindana et je veux m'amuser. À la demande de Candice, elle interprète à nouveau ce morceau dans l'épisode 64 Saison 2 Max Modem après elle, Phinéas et Ferb ont chanté avec leur père. Il n'y a que deux épisodes où Linda voit ce que Phineas et Ferb ont construit.

### Lawrence Fletcher
Marié à Linda Flynn, il est le père de Ferb.
Il est archéologue. C'est un homme étourdi : non seulement il n'a aucune connaissance du monde qui l'entoure, mais démontre aussi dans plusieurs épisodes une ignorance saisissante dans n'importe quel domaine qui ne soit pas l'archéologie. Il est fan des Love Handels, tout comme sa femme Linda car c'est lors d'un de leur concert qu'il l'a embrassée pour la première fois.
Il a plusieurs fois vu les inventions de ses enfants et les a même déjà surpris en train de les construire mais n'y a jamais prêté grande importance.

### Isabella Garcia-Shapiro
Isabella est la voisine de Phinéas et Ferb. Son âge n'est pas précisé, mais elle semble aussi âgée que Phinéas. Elle fait partie des « Filles du coin du feu », une association scoute. Lorsqu'elle rend visite à Phinéas et Ferb, sa réplique habituelle est « Salut Phinéas, qu'est-ce que tu fais ? ».
Isabella est très amoureuse de Phinéas, mais lui ne s'en rend pas compte. Elle l'embrasse à la fin du film Phinéas et Ferb, le film : Voyage dans la 2e dimension.
Dans l'épisode 28 saison 2 Un futur cauchemardesque, on apprend qu'adulte, elle se mariera avec Ferb. Elle semble d'origine juive d'après plusieurs épisodes (allusion à Hanoucca).

### Jérémy Johnson
C'est un garçon calme et un peu naïf. Il serait apparemment plus âgé que Candice voir 17 ans depuis le film[pas clair] : Phinéas et Ferb, le film : Voyage dans la 2e dimension. Il travaille dans un fast-food de pogos ou « saucisses sur bâtonnet » (le slushy burger).
Il a une sœur, Suzie, qui déteste Candice, mais seulement en présence de Jérémy sinon elle aime beaucoup Candice.
Au début de la série, Candice en est amoureuse. Tout le monde le sait, excepté lui. Dès l'épisode spécial Le tour du monde en un jour, il devient officiellement son petit-ami.
Il fait aussi partie d'un groupe pop-rock Jeremy and the Incidentals, qui signifie « Jérémy et les frais accessoires ».

### Vanessa Doofenshmirtz
Fille du Professeur Doofenshmirtz et de son ex-femme Charlène, c'est une adolescente, qui entretient un style plutôt sombre (qu'elle dit gothique) s'habillant de vinyle et de cuir et adoptant une attitude quasi-nihiliste et parlant sur un ton monocorde. à l'instar de Candice (Candace, dans la v.o.) elle ne parvient jamais à montrer à sa mère les inventions maléfiques de son père. Ferb est très attiré par elle et bien que ce ne soit pas totalement réciproque, elle semble avoir beaucoup d’estime pour lui.

### Stacy Hirano
Jeune adolescente d’origine japonaise, Stacy est la meilleure amie de Candice Flynn. Elle ne semble pas particulièrement intéressée par le fait de « démasquer » Phinéas et Ferb et préfère essayer d'en détourner Candice pour faire du shopping. Elle participe même parfois à leurs aventures. Elle semble affectée par le fait que Candice la délaisse pour Jérémy, cependant elle les a énormément encouragé à se mettre ensemble. Lors d'un épisode, elle découvre que Perry est un agent secret. Elle ne le dis pas sous peine de se faire effacer la mémoire et que Perry change de foyer.
Sa petite sœur Ginger fait partie des Filles-du-coin-du-feu.

### Buford Van Storm
Il est rond et un peu méchant. C'est un ami de Phinéas et Ferb qui embête souvent Baljeet. Il a aussi un poisson rouge, qui se nomme Biff, dont il ne peut se séparer.
Il possède un moulage de tout son entourage. Il serait tombé amoureux et serait sorti avec une jolie française un certain temps… Il a fait la rencontre d'un « baloiseau » nommé Tristan venant d'une autre planète (épisode 56 saison 3 La croisée des planètes) et transporte toujours avec lui des instruments de musique.

### Baljeet Tjinder
Baljeet est un des amis de Phinéas et Ferb. Il est indien et très bon élève (sa pire note est un A-). Il a un emploi du temps très chargé dans lequel chaque seconde compte. Baljeet est le « souffre-douleur » de Buford. Il peut jouer de plusieurs instruments, dont la guitare, le piano et la batterie, et sait très bien chanter (Les Baljeatles). Il est très proche de Mishti, une amie d'enfance.

### Le Major Francis Monogram
Il a sous sa responsabilité une équipe d'agents secrets animaux, dont Perry l’ornithorynque (l'agent P). Son assistant est Carl Karl. Il adore les tacos et le fromage auquel il est allergique. Le professeur Doofenshmirtz est son pire ennemi. Il aime la musique des années 1980. Il fait souvent référence à son enfance lorsqu'il « était à l'académie ». Il aurait voulu être acrobate dans un cirque mais comme il dit à son fils Monty Monogramme dans l'épisode Monogramme Junior, son père l'a obligé à suivre la carrière militaire et il dit ne pas vouloir faire de même avec son fils. Dans l'épisode Mais où est Perry? (Partie 2), on apprend qu'il porte toujours un costume d'acrobate sous son uniforme.

### Carl Karl
Timide et surdoué, Carl est l'assistant parfait, il s'occupe entre autres d'organiser les vidéoconférences du Major Monogram avec Perry, il est constamment à la recherche de solutions pour tout type de situations qui peut arriver à Perry pendant ses missions. Il travaille pour le major Monogram comme assistant non rémunéré. Il a une connaissance infinie sur tout type de sujet. Il sait tout de la famille Flynn-Fletcher, mais lui par contre semble n'avoir aucune vie familiale car son boulot d'assistant occupe toute sa journée. Par la suite, il deviendra l'assistant du docteur Heinz Doofenshmirtz en devenant victime d'un -inator. On apprend dans l'épisode Un tour de manège ? qu'il n'a pas d'odorat et que pour lui, selon ses propres termes, une odeur de rose ou d'égout, c'est pareil.

### Roger Doofenshmirtz
Il est le maire de Danville et le petit frère d'Heinz Doofenshmirtz. Beau et bien éduqué, il était le préféré de sa mère qui ignorait Heinz.

## Produits dérivés

### Phinéas et Ferb, le show(2010)
Un show Phinéas et Ferb, le show (Take Two with Phineas and Ferb), spin-off de la série a été diffusé aux États-Unis le 3 décembre 2010 et achevé le 25 novembre 2011. Il a été diffusé en France entre 2012 et 2013.
Cette émission nous montre Phinéas et Ferb qui entretiennent à chaque épisode une discussion avec diverses célébrités sur leur plateaux.

### Épisodes
1. Entretien avec Jack Black
2. Entretien avec Andy Samberg
3. Entretien avec Seth Rogen
4. Entretien avec Tony Hawk
5. Entretien avec Taylor Swift
6. Entretien avec Regis Philbin
7. Entretien avec Neil Patrick Harris
8. Entretien avec Randy Jackson
9. Entretien avec Emma Roberts
10. Entretien avec Cedric the Entertainer
11. Entretien avec David Beckham
12. Entretien avec Howie Mandel
13. Entretien avec Peggy la cochonne
14. Entretien avec Tom Bergeron
15. Entretien avec Ty Pennington
16. Entretien avec Shaun White
17. Entretien avec Larry King
18. Entretien avec Jason Segel
19. Entretien avec Ben Stiller
20. Entretien avec Guy Fieri

La France n'a pas changé les invités de chaque entretien, mais certains pays ont pris a la place des personnalités de leur propre pays. La version australienne est constituée de deux saisons : la première présentée par Phinéas et Ferb avec les stars américaines comme invités et la seconde avec les stars australiennes.

### Crossovers

#### Phinéas et Ferb: Mission Marvel(2013)
Un épisode spécial crossover entre la série Phinéas et Ferb et Marvel Entertainment intitulé Phinéas et Ferb : Mission Marvel a été diffusé à l'été 2013. Il met en scène les super-héros de Marvel Comics : Spider-Man, Hulk, Iron Man, Thor et les méchants Crâne rouge, MODOK, Venom et Whiplash. Il s'agit du premier cross-over entre les deux univers depuis le rachat de Marvel par Disney en 2009.

#### Phinéas et Ferb: Star Wars(2014)
Un épisode spécial crossover entre la série Phinéas et Ferb et Star Wars a été diffusé en juillet 2014 dans le but de promouvoir la toute première version du film Star Wars. Phinéas, Ferb et d'autres personnages de la série sont dans une bataille intergalactique contre les forces du mal en combinaison noire.

#### Phinéas et Ferb/Milo Murphy(2018)
Le co-créateur de Phinéas et Ferb, Dan Povenmire, a dit qu'il aimerait faire un crossover avec l'aide de Jeff « Swampy » Marsh entre les séries Phinéas et Ferb et La Loi de Milo Murphy qui se passent chacune dans le même univers. Le 21 juillet 2017, il est annoncé que le crossover est prévu pour 2018.

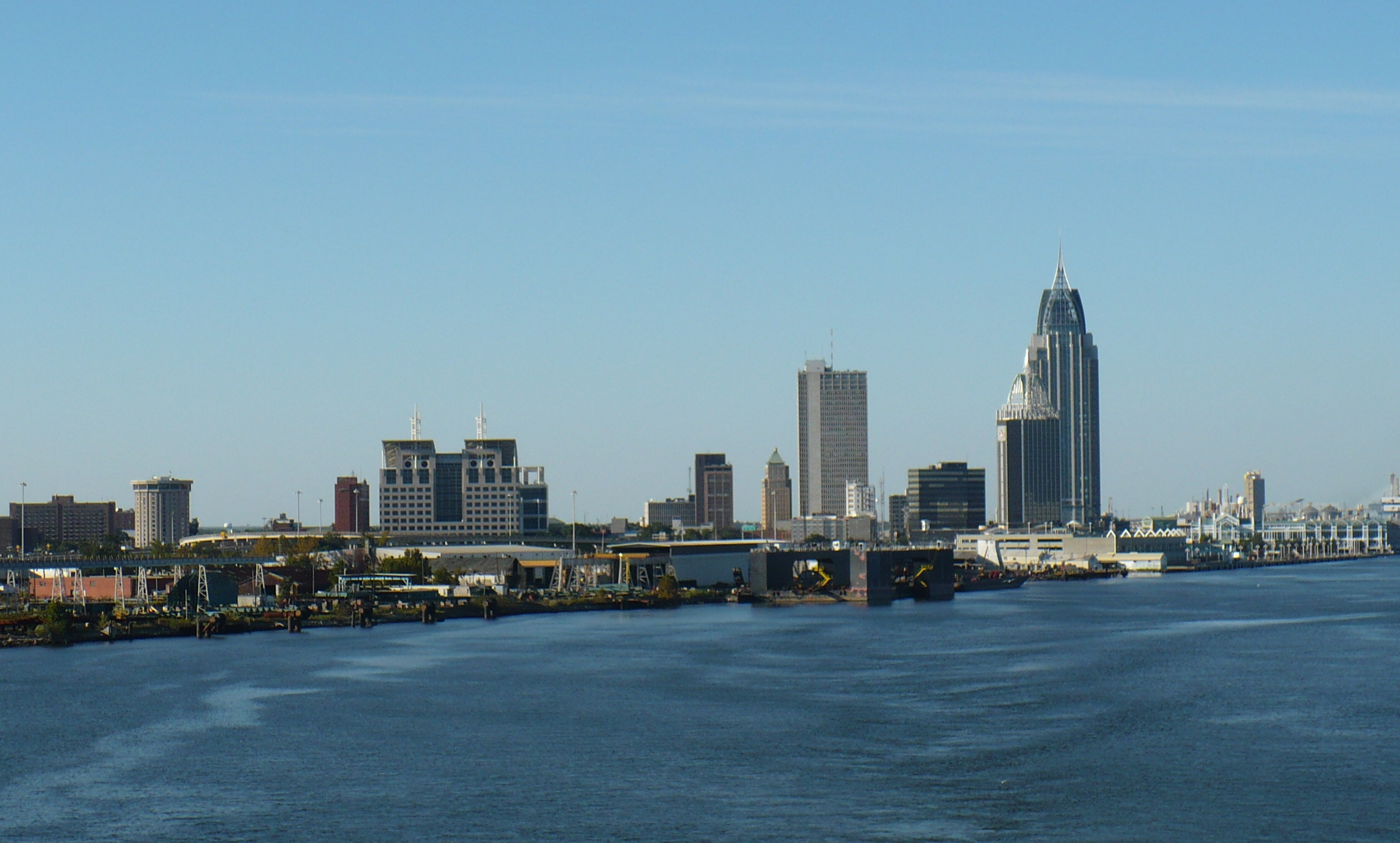
Danville est une inspiration de Mobile (Alabama), la ville de jeunesse de Dan Povenmire.